# Джонсон, Джанет
Джанет Рамзи Джонсон (англ. Janet Ramsay Johnson, Lady Birkin, 29 ноября 1914, Аделаида — 18 декабря 1983) — актриса австралийского происхождения, которая ненадолго прославилась на сцене и в кино в Австралии и Великобритании, прежде чем выйти замуж за британского готического писателя Чарльза Биркина в 1940 году.
Она родилась под именем Джанет Рамзи Джонсон в Аделаиде, Южная Австралия, в 1914 году, одна из двух дочерей Артура Джорджа и Джини Джонсон, урождённой Рамзи: единственный брат Джанет, Артур Рамзи Джонсон, умер в 1911 году, до рождения Джанет, в возрасте всего одного года и двух с половиной месяцев. Позже, живя в Мельбурне и имея за плечами некоторый сценический опыт в Австралии, она появилась в главной роли в почти неизвестном фильме Гарри Саутуэлла «Бургомистр» в 1935 году.
При поддержке американского режиссёра Майлза Мэндера в марте 1936 года Джанет Джонсон поехала в Англию, с намерением развивать свою карьеру. В течение следующих нескольких лет она появилась во второстепенных ролях в нескольких фильмах, включая фильм Майкла Бэлкона «Гордая долина» с Полем Робсоном в главной роли. Она также выступала на сцене в Лондоне, выступив не менее четырёх раз с Лилиан Брейтуэйт. Она провела шесть месяцев в Голливуде по приглашению Twentieth Century Fox в начале 1937 года, но ролей в кино так и не дождалась. Сообщается, что она сказала: «Голливуд заставил меня почувствовать себя такой рыбой, вытащенной из воды». Её последняя роль в британском кино была второстепенной ролью в фильме категории B «Миссис Пим из Скотленд-Ярда», выпущенном в 1940 году.
В июле 1940 года она вышла замуж за сэра Чарльза Биркина, после чего ушла из кино. У них с сэром Чарльзом было трое детей: Дженнифер, Аманда и Джон, нынешний баронет.
Она умерла в Лондоне 18 декабря 1983 года.